# Elaphoglossum pallescens
Elaphoglossum pallescens är en träjonväxtart som beskrevs av Holtt. Elaphoglossum pallescens ingår i släktet Elaphoglossum och familjen Dryopteridaceae. Inga underarter finns listade.